# Haydn i Mozart
Joseph Haydn i Wolfgang Amadeus Mozart, foren dos compositors austríacs del segle xviii que es conegueren i que, es pot afirmar, foren amics. Les seves relacions no estan molt ben documentades, però les evidències que cadascun va gaudir de la companyia de l'altre i que respectaven enormement les seves respectives obres són notòries.

## Antecedents
Haydn era ja un compositor famós quan Mozart era un nen. Els seus sis Quartets de corda, Op 20 (1772), coneguts com els "Quartets del Sol", circulaven àmpliament i és possible que, com afirma Charles Rosen, inspiressin els Quartets vienesos de 1773, que Mozart va escriure als disset anys durant una visita a Viena. Tots dos compositors no van tenir probablement oportunitat de conèixer-se fins després que Mozart es traslladés permanentment a Viena, el 1781. Haydn residia durant la major part del temps en el remot palau d'Eszterháza a Hongria, on preferia viure el seu mecenes, el príncep Nikolaus Esterházy. Durant els mesos d'hivern, el príncep es traslladava al Schloss Esterházy, antic palau de la seva família a Eisenstadt, portant amb ell a Haydn. En aquests períodes, és possible que Haydn fes breus visites a Viena, situada a uns 40 km del palau.

## Possible trobada
Es creu que Mozart i Haydn es van conèixer molt probablement en 1783-1784, potser en una interpretació (28 i 30 de març de 1784) de l'oratori Il ritorno di Tobia de Haydn. En aquesta època, d'una banda, Haydn era el compositor més cèlebre d'Europa; i, de l'altra, la reputació de Mozart estava creixent i era un referent. La seva òpera El rapte en el serrall havia estat estrenada amb un gran èxit a Viena i estava a punt de ser interpretara en moltes altres ciutats. Haydn tindria uns cinquanta-dos anys i Mozart al voltant de vint.

## Fent junts música de cambra
S'ha suggerit que «la interpretació de quartets fou central en el contacte entre Haydn i Mozart», tot i que la documentació sobre les ocasions en què ambdós compositors van tocar o escoltar quartets o una altra música de cambra junts és escassa. Una crònica sobre una d'aquestes trobades es relata a Reminiscences (1826), una obra del tenor Michael Kelly:
| « | Storace donà una festa amb un quartet als seus amics. Els intèrprets eren passables, però un d'ells sobresortia en l'instrument que tocava; existia una petita coneixença entre ells, que m'atreveixo a dir que reconeixereu quan els anomeni: El primer violí:......................... Haydn. Segon violí:...................... Baró Dittersdorf. Violoncel.............................. Wanhal. Viola........................................ Mozart. ... Jo hi era, i un gran plaer, extraordinari, no pot ser imaginat. | » |

El compositor Maximilian Stadler també recordava les execucions de música de cambra en què van participar Mozart i Haydn: els dos van prendre les parts de viola a les interpretacions dels quintets de corda de Mozart, K. 515, K. 516, i K. 593.

## Opinions mútues

### El que deia Haydn de Mozart
Haydn exaltava profusament a Mozart davant els seus amics, i ho feia sense gelosia. Per exemple, va escriure aquestes ratlles a Franz Rott:
| « | Si només pogués recalcar les inimitables obres de Mozart a l'ànima de cada un dels amics de la música, i sobre les ànimes dels personatges elevats en particular, tan profundament com el mateix enteniment musical i el mateix sentiment profund amb els quals jo els entenc i sento, les nacions competirien les unes amb les altres per posseir tal joia. | » |

També Haydn va dir al musicòleg Charles Burney: «de vegades he estat afalagat pels meus amics per tenir una mica de geni, però ell era molt superior». En una altra carta a la seva amiga Marianne von Genzinger, Haydn confessà que somiava amb l'obra de Mozart, escoltant feliçment la interpretació de l'òpera de Mozart Les noces de Fígaro.

### El que deia Mozart de Haydn
Un dels primers biògrafs de Mozart, Franz Xaver Niemetschek, entrevistà la vídua de Mozart, Constanze, i descriu l'estima que Mozart sentia per Haydn. En un passatge de la seva biografia, afirma:
| « | La gran estima [que sentia] per l'autèntic mèrit, i el respecte pel personatge, van influenciar els seus judicis sobre les obres d'art. Sempre s'emocionava quan parlava dels dos Haydns o d'altres grans mestres. | » |

 Mitjançant l'ús del plural, Niemetschek es refereix també al germà de Joseph, Michael, que fou amic de Mozart durant els seus anys a Salzburg. Niemetschek recull una cèlebre anècdota:
| « | En una festa privada, s'estava interpretant una nova obra de Joseph Haydn. A més de Mozart, havia presents un bon nombre d'altres músics, entre ells un home segur de si mateix del que mai s'havia escoltat elogiar ningú excepte a si mateix. Estava dret, al costat de Mozart i va començar a buscar defectes a la peça [que estaven escoltant]. Durant un temps, Mozart va escoltar pacientment: quan [Mozart] ja no podia aguantar més i l'home va dir en un arravatament d'orgull: «Jo no podria haver fet això», Mozart va replicar: «Jo tampoc podria però, sabeu per què? Perquè cap de nosaltres podria haver imaginat una peça tan apropiada.» | » |

Niemetschek afegeix: «mitjançant aquesta observació es va crear un nou enemic irreconciliable».

## Els quartets dedicats a Haydn
Els Quartets dedicats a Haydn per Mozart (K. 387, K. 421, K. 428, K. 458, K. 464 i K. 465) foren escrits durant els primers anys de la seva amistat i publicats el 1785. Aquestes obres estan pensades per incorporar les influències estilístiques dels Quartets de corda, Op 33, que havien aparegut el 1781. La dedicatòria de Mozart a Haydn que acompanya als sis quartets és inusual, ja que el més freqüent era dedicar una sèrie de peces a un personatge de l'aristocràcia:
| « | Al meu estimat amic Haydn, Un pare que havia decidit enviar els seus fills a l'ample món va considerar que era el seu deure confiar-los a la protecció i orientació d'un home molt cèlebre, especialment quan aquest darrer, en bona fortuna, era al mateix temps el seu millor amic. Heus aquí per tant, oh gran home i estimat amic, aquests sis fills meus. Són, en veritat, el fruit d'un llarg i laboriós treball, tot i que l'esperança que diversos amics em van inspirar em va animar, i m'enorgulleixo que aquests plançons serveixin per proporcionar consol algun dia. Tu, tu mateix, estimat amic, parla'm de la teva satisfacció vers ells durant la teva última visita a aquesta capital [Viena]. És aquesta indulgència cap a tots ells la que em porta a encomanar-te'ls i m'encoratja a confiar que no et resultaran completament indignes del teu favor. Potser, per contra, tinguis a bé rebre'ls amablement i ser el seu Pare, Guia i Amic! Des d'aquest moment et transfereixo tots els meus drets sobre ells, pregant-te que contemplis indulgentment els defectes que la parcialitat de l'ull d'un Pare m'impedeix veure, i malgrat tot [els possibles defectes a què fa referència] continuïs amb la teva generosa Amistat cap a qui tan gratament els valora [id est, cap al propi Mozart], esperant em trobo amb [l'amistat amb Haydn], amb tot el meu cor, el meu estimat amic, el teu més Sincer Amic, W.A. Mozart. | » |

Per la seva banda, Haydn estava molt impressionat amb la nova obra de Mozart. Haydn va escoltar els quartets per primera vegada el 15 de gener de 1785, en què Mozart va interpretar el quartets amb «el meu estimat amic Haydn i altres bons amics». En una segona ocasió, el 12 de febrer, es van interpretar els tres últims quartets. El pare de Mozart, Leopold, era present, ja que havia vingut des de Salzburg de visita. fou llavors quan Haydn va fer a Leopold el cèlebre comentari:
| « | Davant Déu, i com un home honest, us dic que el vostre fill és el compositor més gran que he conegut, ja sigui de nom o personalment. Té gust, i, el que és més, el més profund coneixement de la composició. | » |

És probable que Mozart agraís el comentari, especialment pels dubtes que expressava sovint el seu pare sobre la idoneïtat del camí que havia pres en la seva carrera, deixant el càrrec de Salzburg i vivint a Viena.

## Francmaçoneria
És possible que fos Mozart qui va intentar introduir a Haydn en la francmaçoneria. Mozart es va unir a la lògia anomenada Zur Wohltätigkeit (en alemany, «La beneficència») el 14 de desembre de 1784, i Haydn va entrar a la lògia Zur Wahren Eintracht (en alemany, «La veritable concòrdia») el 29 desembre 1784. Els llibres de registre de les lògies mostren que Mozart va acudir amb freqüència a la Zur Wahren Eintracht com a visitant. La cerimònia d'admissió de Haydn va tenir lloc l'11 de febrer de 1785; Mozart no va poder assistir a causa d'un concert que interpretava aquella nit.
Encara Mozart fou un entusiasta maçó al llarg de tota la seva vida, Haydn no ho va ser tant. De fet, no hi ha cap evidència que assistís a alguna reunió després d'haver estat admès, i fou suspès de les seves funcions en la lògia el 1787.

## Haydn com a mentor de Mozart
Mozart, per una banda, no necessitava un mentor en el moment en què va conèixer a Haydn; tenia èxits i durant la major part de la seva vida havia estat sota l'activa tutela del seu pare Leopold. No obstant això, dos aspectes de l'arxiu històric suggereixen que el compositor de més edat va prendre en certa manera a Mozart sota la seva protecció i li donava consells. En primer lloc, durant els primers anys a Viena, quan Mozart va rebre del baró van Swieten el consell d'abordar l'estudi del contrapunt barroc, Haydn li va prestar la seva còpia personal del famós tractat de contrapunt Gradus ad Parnassum, de Johann Joseph Fux, una còpia que contenia gran quantitat d'anotacions del mateix Haydn.
En segon lloc, com molts altres músics més joves, Mozart es va dirigir a Haydn amb el terme honorífic de «Papa».

## Tractament personal
L'alemany té dues classes de pronom de segona persona: una, per les relacions relativament formals (Sie, Ihnen, Ihr, etc. equivalent a la forma catalana «vostè» o «vos»); i l'altra, per les relacions més personals o situacions més col·loquials (du, dich, dir, etc., equivalent a la forma catalana «tu»). Otto Jahn, en la seva biografia de Mozart de 1856, relata que Haydn i Mozart usaven els pronoms «du» quan conversaven, tot i que tal costum no era freqüent en l'època per a dues persones d'edats tan diferents, d'aquí l'evidència que entre ells existia una gran amistat. Jahn va comptar amb el testimoni de la cunyada de Mozart, Sophie Haibel, així com el de l'amic i biògraf de Haydn, Georg August Griesinger.

## La partida de Haydn a Londres
Haydn va veure a Mozart per última vegada en els dies previs a la seva partida a Londres, el desembre de 1790. El cèlebre relat de la seva última trobada pot llegir-se en la biografia d'Albert Christoph Dies, que va entrevistar a l'ancià Haydn quinze anys després:
| « | El [patró de Haydn] príncep Anton Esterházy al principi li va donar permís perquè realitzés el viatge, però no n'estava tan segur quan els amics de Haydn li van fer que es preocupés per ell […] li van recordar la seva edat (seixanta anys), les incomoditats d'un viatge tan llarg, i moltes altres coses per tal de debilitar la seva resolució. Però fou en va! Mozart, especialment, es va entristir molt quan li va dir, «Papa!», com l'anomenava usualment, «no estàs preparat per l'ample món, i parles molt poques llengües.» «Oh», va replicar Haydn, «la meva llengua s'entén a tot el món [referint-se a la música]!» [...] Quan Haydn va posar en ordre […] en els seus assumptes personals, fixà la seva partida el 15 de desembre de [1790], 27 en companyia de l'empresari Johann Peter Salomon. Mozart va passar tot el dia amb el seu amic Haydn. Va sopar amb ell i en el moment de marxar, va dir: «Probablement aquest sigui el nostre últim adéu en aquesta vida». Les llàgrimes van brollar dels ulls de tots dos. Haydn estava profundament commogut, va aplicar-se a si mateix les paraules de Mozart, però al final fou el fil de la vida de Mozart el primer a ser tallat per la inexorable parca, l'any següent. | » |

Griesinger dona una explicació diferent, i probablement menys idealitzada, de la mateixa trobada:
| « | Mozart va dir a Haydn, durant un feliç dinar amb Salomon, «No aguantaràs molt i probablement tornis aviat, perquè no ets molt jove». «Però encara sóc vigorós i tinc bona salut», va respondre Haydn. Tenia en aquell moment gairebé cinquanta-nou anys, i no considerava necessari amagar aquest fet. Si Mozart no hagués mort prematurament el 5 de desembre de 1791, podria haver ocupat el lloc de Haydn en els concerts de Salomon de 1794. | » |

## La mort de Mozart
Haydn, encara es trobava a Londres un any més tard quan va conèixer la notícia de la mort de Mozart. Va quedar consternat i va escriure al seu amic comú, Michael Puchberg: «durant algun temps estava que no cabia en mi per la seva mort, i no podia creure que la Providència hagués cridat tan ràpid a un home irreemplaçable pel món futur». Haydn també va escriure una carta a Constanze Mozart oferint-li ocupar-se de la instrucció musical del seu fill quan arribés a l'edat apropiada.